# Yves Montand

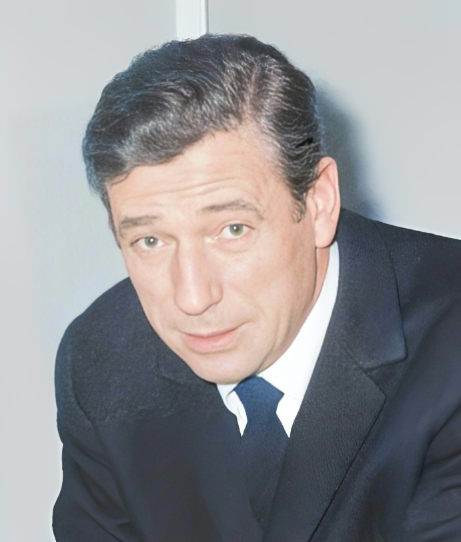
Yves Montand, 1965

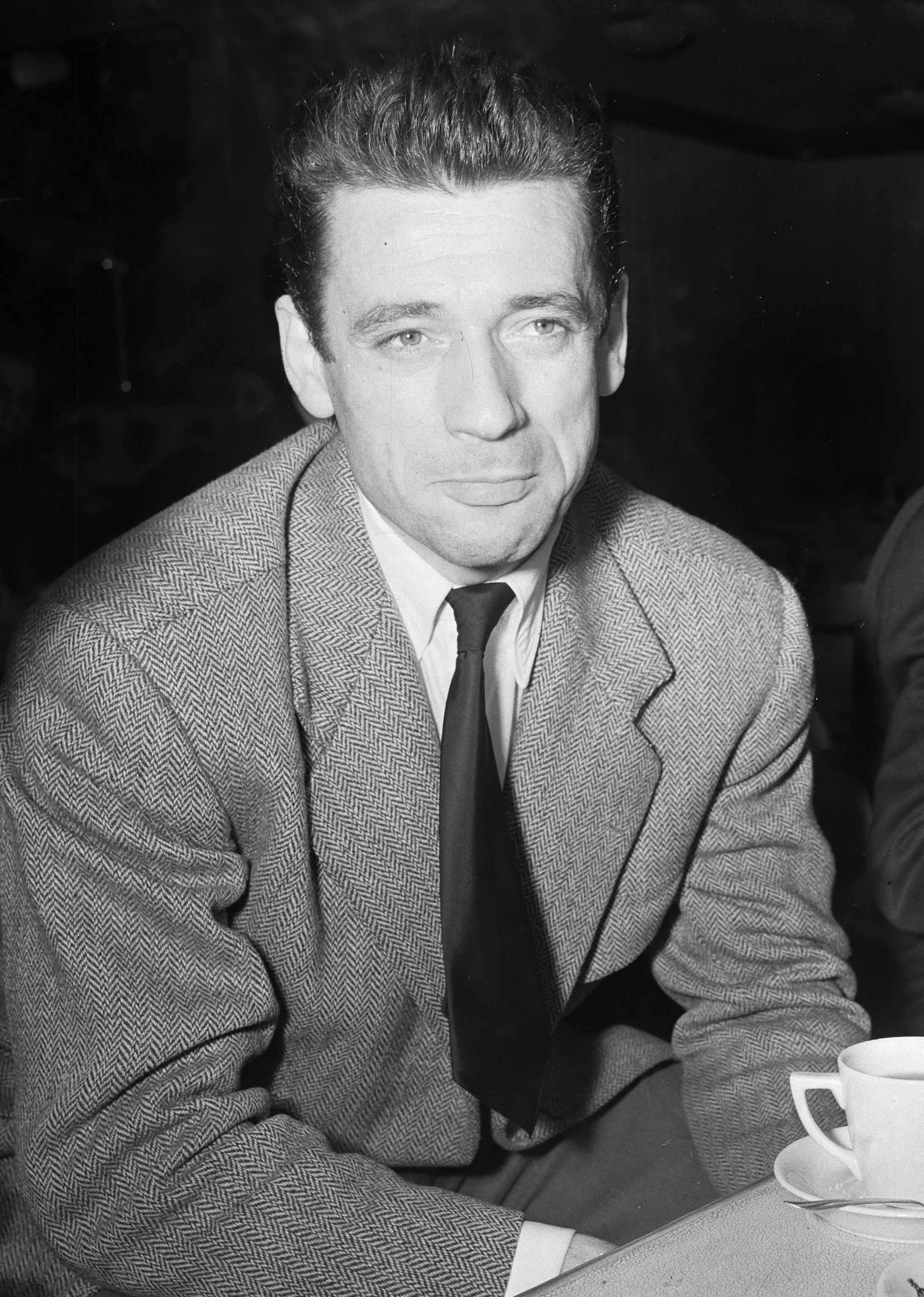
Yves Montand, 1952

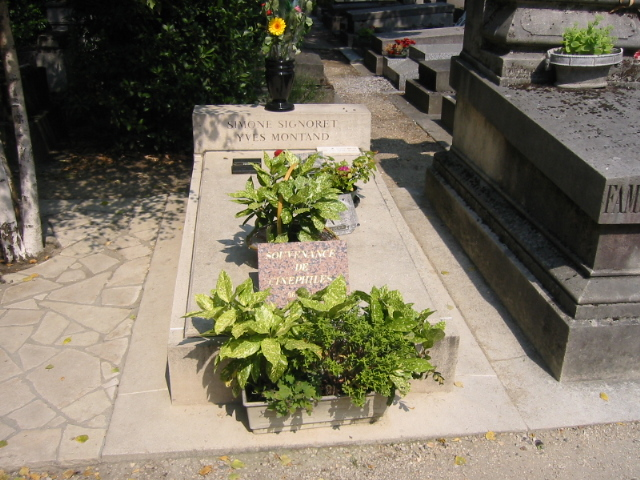
Grabmal von Simone Signoret und Yves Montand auf dem Cimetière du Père-Lachaise in Paris

Yves Montand, geboren als Ivo Livi  (* 13. Oktober 1921 in Monsummano Terme, Toskana, Italien; † 9. November 1991 in Senlis, Département Oise, Frankreich), war ein französischer Chansonnier und Schauspieler italienischer Herkunft.

## Leben und Karriere
Yves Montand wurde als drittes Kind des Besenbinders und radikalen Kommunisten Giovanni „Jean“ Livi in der Toskana geboren. Mit Mussolinis Machtergreifung im Oktober 1922 wurden die Gewalttätigkeiten der Faschisten gegenüber Andersdenkenden immer schlimmer, sie konnten von Verfolgung bis zur Vernichtung der Existenz führen. So entschloss sich der Vater, nach Amerika auszuwandern und seine Familie später nachzuholen. Er blieb aber in Marseille hängen und versuchte dort eine selbständige Existenz als Besenbinder aufzubauen. Im Jahr 1924 folgte ihm die Familie. Am 8. Januar 1929 beantragte er für sich, die Ehefrau „Joséphine“ – Berufsangabe Ménagère – und die Kinder die französische Staatsbürgerschaft. Sein Vater ging 1932 wegen der nun auch nach Europa übergreifenden Weltwirtschaftskrise pleite. Yves musste die Schule verlassen und arbeitete unter anderem im Friseursalon seiner Schwester.
Im Alter von siebzehn Jahren trat er erstmals als Sänger in Clubs auf. Seit dieser Zeit nannte er sich Yves Montand, er wurde eine bekannte Chansongröße in Südfrankreich. Frankreich wurde 1940 von Deutschland besetzt, und Montand entging nur knapp einer Deportation nach Deutschland. Nach dem Ende des Vichy-Regimes ging er nach Paris, wo er 1944 im ABC am Boulevard Poissonnière, einer Music Hall mit immerhin 1200 Plätzen, auftrat. Seine erste eigene Show erhielt er 1945 im Pariser Théâtre de l’Étoile. Dies war der Beginn einer Karriere als anerkannter Chansonnier. Sein Vorbild als Sänger, Tänzer und Schauspieler war der US-Amerikaner Fred Astaire. Unterdessen wurde Édith Piaf auf ihn aufmerksam und engagierte ihn für ihre Konzerte und machte ihn zu ihrem Liebhaber.
Sein erster Film, Chanson der Liebe (Étoile sans lumière), kam 1946 in die Kinos. Im Jahr 1949 traf er die Schauspielerin Simone Signoret, die sich seinetwegen von Yves Allégret scheiden ließ und Montand zwei Jahre später heiratete; beide führten eine viel bewunderte Musterehe, die sich auf Toleranz und eine lebenslange Freundschaft sowie ihr gemeinsames politisches Engagement für die Linke gründete.
Mit dem preisgekrönten Film Lohn der Angst von 1953 wurde Yves Montand über die Grenzen Frankreichs berühmt. Er arbeitete mit Regisseuren wie Claude Sautet, Philippe de Broca, Jean-Luc Godard und Costa-Gavras und spielte an der Seite von Romy Schneider, Marilyn Monroe, Jane Fonda, Gérard Depardieu und Sami Frey.
Montand gehörte 1950 zu den Unterzeichnern des Stockholmer Appells gegen Kernwaffen. Auch seine Filme betrachtete er als politische Stellungnahme. Er sympathisierte mit der Kommunistischen Partei Frankreichs (KPF) und verstand sich bis zum Einmarsch der Truppen der Warschauer-Pakt-Staaten in Prag als Kommunist. In den 1980er Jahren kritisierte er den sozialistischen Staatspräsidenten Mitterrand dafür, dass er Mitglieder der KPF zu Ministern berief.
Yves Montands letzte Lebensgefährtin war Carole Amiel (* 1960), mit der er einen Sohn hatte. Montand erlag im November 1991 im Alter von 70 Jahren kurz nach Beendigung der Dreharbeiten zu seinem letzten Film einem Herzinfarkt. In einem Interview sagte der Regisseur Jean-Jacques Beineix: „Er starb am Filmset […] nach der allerletzten Szene. […] Er beendete, was er zu tun hatte, und dann ist er einfach gestorben. Und der Film erzählt genau die Geschichte eines alten Mannes, der an einem Herzanfall stirbt, was dann in Wirklichkeit auch geschehen ist.“ Montand wurde neben Simone Signoret auf dem Pariser Cimetière du Père-Lachaise (Division 44) bestattet.
Nachdem Montand die Vaterschaft der am 6. Oktober 1975 geborenen Französin Aurore Drossart stets bestritten hatte, reichte diese zusammen mit ihrer Mutter 1990 Klage ein. Das Gericht bat Montand um einen Bluttest, den er jedoch ablehnte. Drei Jahre nach seinem Tod erkannte das Gericht Aurore als Montands uneheliche Tochter an. Dagegen und gegen die damit verbundenen Ansprüche auf ein Achtel des Montand-Nachlasses legten die Hinterbliebenen, Carole Amiel und Catherine Allégret, Widerspruch ein. Sieben Jahre nach seiner Beerdigung wurden Montands sterbliche Überreste exhumiert. Drei unabhängig voneinander durchgeführte Untersuchungen der Gewebeproben kamen zu dem Ergebnis, dass „Monsieur Ivo Livi, genannt Yves Montand, nicht der Vater von Mademoiselle Aurore Drossart“ sein könne.
Im Jahr 2004 erhob die Stieftochter Catherine Allégret in ihren Memoiren Un monde à l’envers (deutsch etwa: Eine Welt steht kopf) schwere Vorwürfe gegen Montand: Er habe sie seit ihrem fünften Lebensjahr sexuell belästigt, und ihre leibliche Mutter, Simone Signoret, habe dies toleriert. Der Wahrheitsgehalt der Anschuldigungen konnte nie geklärt werden.
Montand war in seiner Freizeit ein begeisterter Boule-Spieler.

## Filmografie (Auswahl)
- 1946: Chanson der Liebe (Étoile sans lumière)
- 1946: Pforten der Nacht (Les Portes de la nuit)
- 1950: Es geschah in Paris (Souvenirs perdus)
- 1953: Lohn der Angst (Le Salaire de la peur)
- 1954: Tempi nostri
- 1955: Napoleon (Napoléon)
- 1955: Die Helden sind müde (Les Héros sont fatigués)
- 1955: Die Blume der Nacht (Marguerite de la nuit)
- 1956: Frauen und Wölfe (Uomini e Lupi)
- 1957: Die Windrose
- 1957: Die Hexen von Salem (Les Sorcières de Salem)
- 1957: Das Leben ist ohne Gnade (La grande strada azzurra)
- 1959: Wo der heiße Wind weht (La legge)
- 1960: Machen wir’s in Liebe (Let’s Make Love)
- 1961: Geständnis einer Sünderin (Sanctuary)
- 1961: Lieben Sie Brahms? (Goodbye Again)
- 1962: Meine Geisha (My Geisha)
- 1965: Mord im Fahrpreis inbegriffen (Compartiment tueurs)
- 1966: Der Krieg ist vorbei (La Guerre est finie)
- 1966: Grand Prix
- 1967: Lebe das Leben (Vivre pour vivre)
- 1968: Ein Abend … ein Zug (Un soir, un train)
- 1969: Pack den Tiger schnell am Schwanz (Le Diable par la queue)
- 1969: Z
- 1970: Einst kommt der Tag... (On a Clear Day You Can See Forever)
- 1970: Das Geständnis (L’Aveu)
- 1970: Vier im roten Kreis (Le Cercle rouge)
- 1971: Die dummen Streiche der Reichen (La Folie des grandeurs)
- 1972: Alles in Butter (Tout va bien)
- 1972: César und Rosalie (César et Rosalie)
- 1972: Der unsichtbare Aufstand (État de siège)
- 1972: Le fils
- 1973: Bonne Chance (Le Hasard et la violence)
- 1974: Vincent, François, Paul und die anderen (Vincent, Francois, Paul et les autres)
- 1975: Die schönen Wilden (Le Sauvage)
- 1976: Police Python 357
- 1976: Der große Angeber (Le grand escogriffe)
- 1977: Lohn der Giganten (La Menace)
- 1978: Straßen nach Süden (Les Routes du sud)
- 1979: Die Liebe einer Frau (Clair de femme)
- 1979: I wie Ikarus (I comme Icare)
- 1981: Wahl der Waffen (Le Choix des armes)
- 1982: Feuer und Flamme (Tout feu, tout flamme)
- 1983: Garçon! Kollege kommt gleich! (Garçon!)
- 1986: Jean de Florette
- 1986: Manons Rache (Manon des sources)
- 1988: Trois places pour le 26
- 1991: Rückkehr eines Toten (Netchajev est de retour)
- 1992: IP5 – Insel der Dickhäuter (IP 5 – L’Île aux pachydermes)

## Auszeichnungen (Auswahl)
- 1961: BAFTA-Nominierung, Bester Schauspieler, für Machen wir’s in Liebe
- 1962: Emmy-Nominierung, Outstanding Performance in a Variety or Musical Program or Series, für Yves Montand on Broadway
- 1973: David di Donatello, Migliore Attore Straniero, für César und Rosalie
- 1976: Bambi, Film International, für Die schönen Wilden (mit Catherine Deneuve)
- 1980: César-Nominierung, Bester Hauptdarsteller, für I wie Ikarus
- 1984: César-Nominierung, Bester Hauptdarsteller, für Garçon! Kollege kommt gleich!
- 1988: BAFTA-Nominierung, Bester internationaler Schauspieler, für Jean de Florette

## Dokumentarfilme
- Für Yves Montand. (OT: Per Yves Montand.) Dokumentarfilm, Italien, 2005, 53 Min., Regie: Nino Bizzarri, Produktion: Rai International, Franco Porcarelli, Filmseite.
- Yves Montand, Charme, Chanson und Schauspiel. (OT: Yves Montand, l'ombre au tableau.) Dokumentarfilm, Frankreich, 2015, 59 Min., Regie: Karl Zéro und Daisy d'Errata, Produktion: La mondiale de productions, Troisième Œil Productions, arte France, Sendung: 15. Mai 2016, Inhaltsangabe von ARD.
- Ivo Livi genannt Yves Montand (OT: Ivo Livi dit Yves Montand). Frankreich, 2011, 114 min. Patrick Rotman (für arte France)[8]